# Формула-1 — Гран-прі Сінгапуру 2023
Гран-прі Сінгапуру 2023 (офіційно — Formula 1 Singapore Airlines Singapore Grand Prix 2023) — автоперегони чемпіонату світу з Формули-1, які відбулися 17 вересня 2023 року. Гонка була проведена на міському автодромі Марина-Бей у Марина Бей, Сінгапур. Це п'ятнадцятий етап Чемпіонату світу та чотирнадцяте Гран-прі Сінгапуру в історії.
Переможцем гонки став іспанець Карлос Сайнс мол. (Феррарі), стартувавши з поулу та лідируючи від старту до фінішу. Друге місце посів Ландо Норріс (Макларен-Мерседес), а третє — Льюїс Гамільтон (Мерседес). Гонка в Сінгапурі стала єдиною в сезоні, в якій команда Ред Булл не здобула перемогу. Це перервало рекорд Макса Ферстаппена — десять перемог поспіль, та рекорд Ред Булл — п'ятнадцять перемог поспіль.

## Розклад закиївським часом
| Дата            | Подія           | Час           |
| --------------- | --------------- | ------------- |
| 15 вересня 2023 | Вільний заїзд 1 | 12:30 — 13:30 |
| 15 вересня 2023 | Вільний заїзд 2 | 16:00 — 17:00 |
| 16 вересня 2023 | Вільний заїзд 3 | 12:30 — 13:30 |
| 16 вересня 2023 | Кваліфікація    | 16:00 — 17:00 |
| 17 вересня 2023 | Гонка           | 15:00 — 17:00 |
| Джерело:        |                 |               |

## Шини
Під час Гран-прі було дозволено використовувати 3 типи шин Pirelli: hard (C3), medium (C4) і soft (C5). На випадок дощу, можливим було використання шин intermediate і wet.
| Hard (C3) | Medium (C4) | Soft (C5) | Intermediate | Wet |
| --------- | ----------- | --------- | ------------ | --- |

## Кваліфікація
| Поз.                    | №  | Пілот             | Конструктор                  | Кваліфікаційний час | Кваліфікаційний час | Кваліфікаційний час | Старт |
| Поз.                    | №  | Пілот             | Конструктор                  | Q1                  | Q2                  | Q3                  | Старт |
| ----------------------- | -- | ----------------- | ---------------------------- | ------------------- | ------------------- | ------------------- | ----- |
| 1                       | 55 | Карлос Сайнс мол. | Ferrari                      | 1:32.339            | 1:31.439            | 1:30.984            | 1     |
| 2                       | 63 | Джордж Расселл    | Mercedes                     | 1:32.331            | 1:31.743            | 1:31.056            | 2     |
| 3                       | 16 | Шарль Леклер      | Ferrari                      | 1:32.406            | 1:32.012            | 1:31.063            | 3     |
| 4                       | 4  | Ландо Норріс      | McLaren-Mercedes             | 1:32.483            | 1:31.951            | 1:31.270            | 4     |
| 5                       | 44 | Льюїс Гамільтон   | Mercedes                     | 1:32.651            | 1:32.019            | 1:31.485            | 5     |
| 6                       | 20 | Кевін Магнуссен   | Haas-Ferrari                 | 1:32.242            | 1:31.892            | 1:31.575            | 6     |
| 7                       | 14 | Фернандо Алонсо   | Aston Martin Aramco-Mercedes | 1:32.584            | 1:31.835            | 1:31.615            | 7     |
| 8                       | 31 | Естебан Окон      | Alpine-Renault               | 1:32.369            | 1:32.089            | 1:31.673            | 8     |
| 9                       | 27 | Ніко Гюлькенберг  | Haas-Ferrari                 | 1:32.100            | 1:31.994            | 1:31.808            | 9     |
| 10                      | 40 | Ліам Ловсон       | AlphaTauri-Honda RBPT        | 1:32.215            | 1:32.166            | 1:32.268            | 10    |
| 11                      | 1  | Макс Ферстаппен   | Red Bull Racing-Honda RBPT   | 1:32.398            | 1:32.173            | Н/Д                 | 11    |
| 12                      | 10 | П'єр Гаслі        | Alpine-Renault               | 1:32.452            | 1:32.274            | Н/Д                 | 12    |
| 13                      | 11 | Серхіо Перес      | Red Bull Racing-Honda RBPT   | 1:32.099            | 1:32.310            | Н/Д                 | 13    |
| 14                      | 23 | Александр Албон   | Williams-Mercedes            | 1:32.668            | 1:33.719            | Н/Д                 | 14    |
| 15                      | 22 | Юкі Цунода        | AlphaTauri-Honda RBPT        | 1:31.991            | Без часу            | Н/Д                 | 15    |
| 16                      | 77 | Вальттері Боттас  | Alfa Romeo-Ferrari           | 1:32.809            | Н/Д                 | Н/Д                 | 16    |
| 17                      | 81 | Оскар Піастрі     | McLaren-Mercedes             | 1:32.902            | Н/Д                 | Н/Д                 | 17    |
| 18                      | 2  | Логан Сарджент    | Williams-Mercedes            | 1:33.252            | Н/Д                 | Н/Д                 | 18    |
| 19                      | 24 | Чжоу Гуаньюй      | Alfa Romeo-Ferrari           | 1:33.258            | Н/Д                 | Н/Д                 | ПЛ1   |
| 20                      | 18 | Ленс Стролл       | Aston Martin Aramco-Mercedes | 1:33.397            | Н/Д                 | Н/Д                 | —2    |
| Правило 107 %: 1:38.430 |    |                   |                              |                     |                     |                     |       |
| Джерело:                |    |                   |                              |                     |                     |                     |       |

Виноски
- ↑ 1 – Чжоу Гуаньюй кваліфікувався 19-м, але був змушений розпочинати гонку з піт-лейну, оскільки його болід був оснащений новими елементами силової установки без схвалення технічного делегата під час дії умов parc fermé.[5]
- ↑ 2 – Ленс Стролл кваліфікувався 20-им, але відмовився від подальшої участі в Гран-прі після аварії в першому сегменті кваліфікації.[6]

## Перегони
| Поз.                                                            | №  | Пілот             | Конструктор                  | Кола | Час/Відставання           | Старт | Очки |
| --------------------------------------------------------------- | -- | ----------------- | ---------------------------- | ---- | ------------------------- | ----- | ---- |
| 1                                                               | 55 | Карлос Сайнс мол. | Ferrari                      | 62   | 1:46:37.418               | 1     | 25   |
| 2                                                               | 4  | Ландо Норріс      | McLaren-Mercedes             | 62   | +0.812                    | 4     | 18   |
| 3                                                               | 44 | Льюїс Гамільтон   | Mercedes                     | 62   | +1.269                    | 5     | 15+1 |
| 4                                                               | 16 | Шарль Леклер      | Ferrari                      | 62   | +21.177                   | 3     | 12   |
| 5                                                               | 1  | Макс Ферстаппен   | Red Bull Racing-Honda RBPT   | 62   | +21.441                   | 11    | 10   |
| 6                                                               | 10 | П'єр Гаслі        | Alpine-Renault               | 62   | +38.441                   | 12    | 8    |
| 7                                                               | 81 | Оскар Піастрі     | McLaren-Mercedes             | 62   | +41.479                   | 17    | 6    |
| 8                                                               | 11 | Серхіо Перес      | Red Bull Racing-Honda RBPT   | 62   | +59.5341                  | 13    | 4    |
| 9                                                               | 40 | Ліам Ловсон       | AlphaTauri-Honda RBPT        | 62   | +1:05.918                 | 10    | 2    |
| 10                                                              | 20 | Кевін Магнуссен   | Haas-Ferrari                 | 62   | +1:12.116                 | 6     | 1    |
| 11                                                              | 23 | Александр Албон   | Williams-Mercedes            | 62   | +1:13.417                 | 14    |      |
| 12                                                              | 24 | Чжоу Гуаньюй      | Alfa Romeo-Ferrari           | 62   | +1:23.649                 | ПЛ    |      |
| 13                                                              | 27 | Ніко Гюлькенберг  | Haas-Ferrari                 | 62   | +1:26.201                 | 9     |      |
| 14                                                              | 2  | Логан Сарджент    | Williams-Mercedes            | 62   | +1:26.889                 | 18    |      |
| 15                                                              | 14 | Фернандо Алонсо   | Aston Martin Aramco-Mercedes | 62   | +1:27.603                 | 7     |      |
| 162                                                             | 63 | Джордж Расселл    | Mercedes                     | 61   | Аварія                    | 2     |      |
| Схід                                                            | 77 | Вальттері Боттас  | Alfa Romeo-Ferrari           | 51   | Перегрів                  | 16    |      |
| Схід                                                            | 31 | Естебан Окон      | Alpine-Renault               | 42   | Коробка передач           | 8     |      |
| Схід                                                            | 22 | Юкі Цунода        | AlphaTauri-Honda RBPT        | 0    | Пошкодження від зіткнення | 15    |      |
| Від                                                             | 18 | Ленс Стролл       | Aston Martin Aramco-Mercedes | 0    | Відмова від участі        | —3    |      |
| Найшвидше коло: Льюїс Гамільтон (Mercedes) – 1:35.867 (47 коло) |    |                   |                              |      |                           |       |      |
| Джерело:                                                        |    |                   |                              |      |                           |       |      |

Виноски
- ↑ 1 – Серхіо Перес отримав п'ять секунд штрафу за зіткнення з Александром Албоном. Штраф не вплинув на його підсумкову позицію.[7]
- ↑ 2 – Джордж Расселл був класифікований, оскільки подолав понад 90 % дистанції.[7]
- ↑ 3 – Ленс Стролл не стартував після його зняття з Гран-прі через аварію в кваліфікації.[6]

## Положення в чемпіонаті після Гран-прі
|          | Поз. | Пілот             | Очки |
| -------- | ---- | ----------------- | ---- |
|          | 1    | Макс Ферстаппен   | 374  |
|          | 2    | Серхіо Перес      | 223  |
| 1        | 3    | Льюїс Гамільтон   | 180  |
| 1        | 4    | Фернандо Алонсо   | 170  |
|          | 5    | Карлос Сайнс мол. | 142  |
| Джерело: |      |                   |      |

|          | Поз. | Конструктор                  | Очки |
| -------- | ---- | ---------------------------- | ---- |
|          | 1    | Red Bull Racing-Honda RBPT   | 597  |
|          | 2    | Mercedes                     | 289  |
|          | 3    | Ferrari                      | 265  |
|          | 4    | Aston Martin Aramco-Mercedes | 217  |
|          | 5    | McLaren-Mercedes             | 139  |
| Джерело: |      |                              |      |

- Примітка: Тільки найвищі п'ять позицій вказані в обох заліках.